# Szango

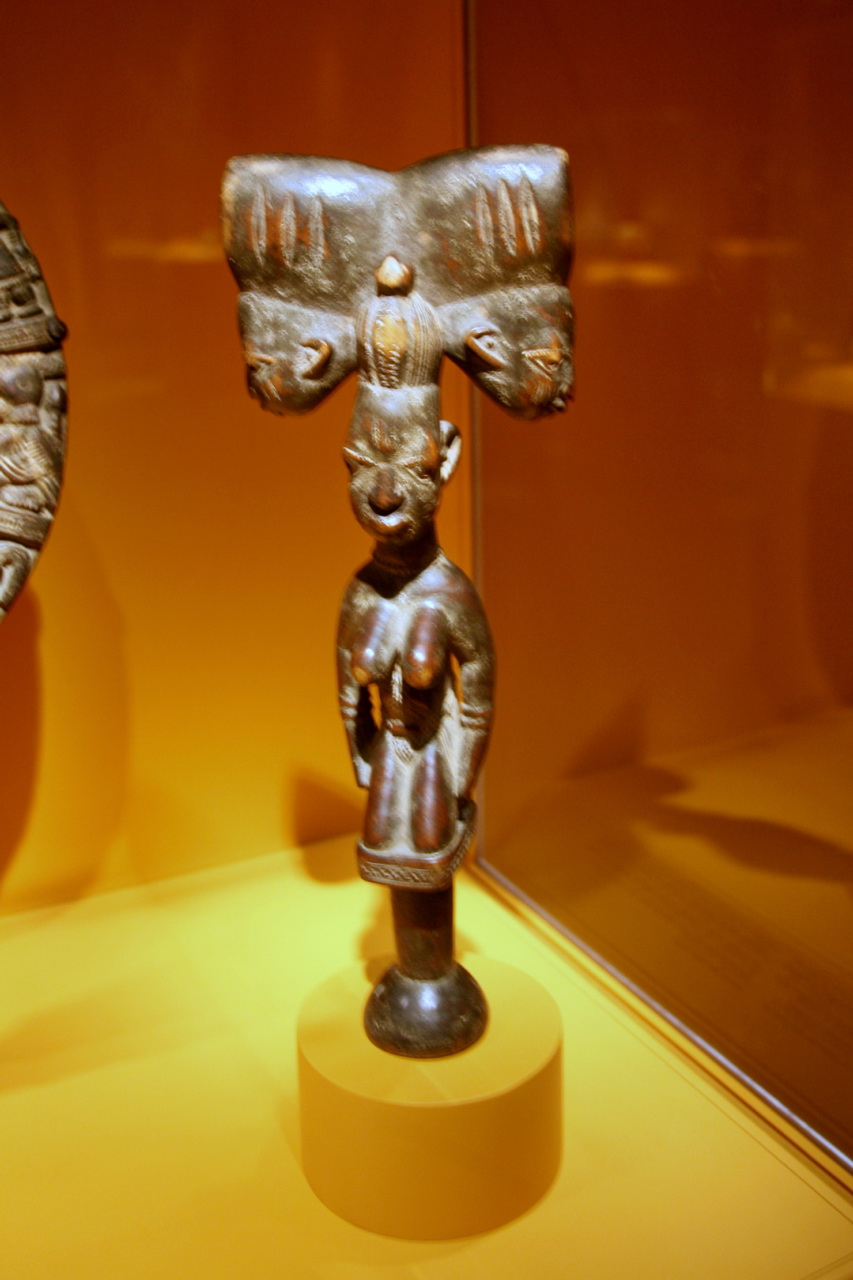
Szango

Szango (Shango, Xango) – bóg piorunów i błyskawic u Jorubów z Nigerii i Rep. Beninu; według przekazów tradycji ustnej Szango miał być czwartym władcą Jorubów; nie potrafił poskromić swych generałów; zdesperowani poddani posłali mu wtedy tykwę z papuzimi jajkami za znak, że powinien już "ułożyć się do snu"; opuszczony przez poddanych i małżonki, miał się powiesić na drzewie ojan; także:
- bóg w wierzeniach synkretycznych i praktykach kulturowych czarnej ludności Trynidadu i Grenadyn (religia szango);
- bóstwo burzy pochodzenia afrykańskiego występujące w innych kulturach afroamerykańskich., utożsamiane ze św. Hieronimem w Brazylii, ze św. Janem Chrzcicielem na Haiti (w kulcie voodoo).